# Chicago-Marathon 2004
| 27. Chicago-Marathon    | 27. Chicago-Marathon                 |
| ----------------------- | ------------------------------------ |
| Stadt                   | Chicago, Vereinigte Staaten          |
| Datum                   | 10. Oktober 2004                     |
| Distanz                 | 42,195 Kilometer                     |
| Sieger                  |                                      |
| Männer                  | Evans Rutto (2:06:44 h)              |
| Frauen                  | Constantina Diță-Tomescu (2:23:44 h) |
| ← Chicago-Marathon 2003 | Chicago-Marathon 2005 →              |
| Website                 | Offizielle Website                   |

Der Chicago-Marathon 2004 (offiziell: LaSalle Bank Chicago-Marathon 2004) war die 27. Ausgabe der jährlich stattfindenden Laufveranstaltung in Chicago, Vereinigte Staaten. Der Marathon fand am 10. Oktober 2004 statt.
Bei den Männern gewann Evans Rutto in 2:06:44 h, bei den Frauen Constantina Diță-Tomescu in 2:23:44 h.

## Ergebnisse

### Männer
| Platz | Athlet              | Land               | Zeit (h) |
| ----- | ------------------- | ------------------ | -------- |
| 01    | Evans Rutto         | Kenia              | 2:06:16  |
| 02    | Daniel Njenga       | Kenia              | 2:07:44  |
| 03    | Toshinari Takaoka   | Japan              | 2:07:50  |
| 04    | Jimmy Muindi        | Kenia              | 2:08:27  |
| 05    | Khalid Khannouchi   | Vereinigte Staaten | 2:08:44  |
| 06    | Marílson dos Santos | Brasilien          | 2:08:48  |
| 07    | Stephen Kiogora     | Kenia              | 2:09:21  |
| 08    | Scott Westcott      | Australien         | 2:13:08  |
| 09    | Benjamin Maiyo      | Kenia              | 2:13:17  |
| 10    | Paul Koech          | Kenia              | 2:13:20  |

### Frauen
| Platz | Athletin                 | Land               | Zeit (h) |
| ----- | ------------------------ | ------------------ | -------- |
| 01    | Constantina Tomescu Diță | Rumänien           | 2:23:45  |
| 02    | Nuța Olaru               | Rumänien           | 2:24:33  |
| 03    | Swetlana Sacharowa       | Russland           | 2:25:01  |
| 04    | Joyce Chepchumba         | Kenia              | 2:26:21  |
| 05    | Albina Iwanowa           | Russland           | 2:28:22  |
| 06    | Shitaye Gemechu          | Äthiopien          | 2:28:28  |
| 07    | Marla Runyan             | Vereinigte Staaten | 2:28:33  |
| 08    | Derartu Tulu             | Äthiopien          | 2:30:21  |
| 09    | Blake Russell            | Vereinigte Staaten | 2:32:04  |
| 10    | Jenny Spangler           | Vereinigte Staaten | 2:33:36  |